# Iglesia de Nuestra Señora de la O (Sevilla)
La iglesia de Nuestra Señora de la O es un templo católico situado en la calle Castilla, en el barrio de Triana, Sevilla, Andalucía, España. Es la sede de la Hermandad de la O.

## Historia
La actual Iglesia de la O tiene sus orígenes en una antigua ermita-hospital dedicada a Santa Brígida de Irlanda, regentada por una Hermandad con esta misma advocación, según documentos del siglo XV que se conservan. En ella comenzó a practicarse la contemplación del Misterio de la Expectación de Nuestra Señora, un antiguo título para la Virgen María embarazada y en la espera al parto (advocaciones de la O y de la Esperanza). 
Posteriormente se crearían allí las hermandades de Nuestra Señora Santa María de la O y de Santa Brígida y de las Vírgenes Santa Justa y Rufina, que se fueron estableciendo en esta ermita en fecha no determinada entre los siglos XV y XVI. La fusión de las tres citadas hermandades daría lugar a la redacción de unas primeras reglas, que fueron aprobadas en el año 1566.
En los últimos años del siglo XVII, y debido a las reducidas dimensiones de la capilla y a su mal estado de conservación, se decidió construir un nuevo templo, comenzándose las obras en el año 1697 bajo la dirección de los alarifes Pedro y Félix Romero, hijos del entonces Maestro Mayor de las Fábricas del Arzobispado, Pedro Romero, autor del proyecto.
Realmente la dirección de las obras las llevó a cabo el primero de los hijos, Pedro, quedando Félix como director de la ornamentación arquitectónica. En las obras intervinieron también otros personajes importantes, como Antonio Gil Gataón, quien labró la portada y las columnas, y el entonces oficial albañil Diego Antonio Díaz, yerno de Pedro Romero y su sucesor luego en las obras del Arzobispado como Maestro Mayor de las mismas.
La iglesia quedó terminada en el año 1702 y fue inaugurada solemnemente en febrero de ese mismo año. En 1911 la iglesia adquirió la condición de sede parroquial.

## Descripción del inmueble

### Interior
El templo interiormente se organiza según una planta de salón de tres naves y cabecera plana. Tiene la particularidad de que es el primer caso de iglesia columnaria del siglo XVIII, utilizando como soportes internos unas bellas columnas de estilo toscano en jaspe rojo con basas en jaspe de color negro.
Las tres naves tienen poca diferencia de altura. Se cubre con bóvedas de cañón con lunetos la nave central; con bóvedas de arista las laterales, y con bóvedas vaídas las capillas de las cabeceras y las dependencias de los pies del templo.
A los pies de la iglesia, y en la nave de la Epístola, se abren las dependencias de la Hermandad, y en ellas puede verse una primera gran sala donde se exponen algunos de sus enseres procesionales. Así, tras una gran pantalla acristalada aparece parte de su patrimonio, entre el que destaca el paso de misterio completo, montado en el centro del espacio, y a los lados, y protegidos por vitrinas de cristal, el palio de la Virgen, las bambalinas, y otros elementos de valor como el sinelabe procesional.
Del interior de la iglesia destacan algunos importantes retablos, repartidos a lo largo del templo; entre ellos:
- El retablo mayor, de claro estilo barroco y notables proporciones, que está realizado en madera tallada y dorada y que preside la imagen de su titular, Nuestra Señora de la O. Adornado con columnas salomónicas y figuras de ángeles, a los lados pueden verse las imágenes de las santas Brígida y Bárbara.
- En un lateral de la nave del Evangelio, un pequeño retablo de sabor neoclásico aloja en su cuerpo central la imagen de Nuestra Señora de la O de Gloria, la primitiva titular letífica de esta iglesia; una Virgen de Gloria que se cree que fue creada en el siglo XVI y que es de un autor desconocido.
- El más interesante de todos, es el retablo que preside Nuestro Padre Jesús Nazareno y que se encuentra ubicado en la capilla Sacramental, situada en la nave de la Epístola, y que está realizado en su totalidad con grandes elementos cerámicos policromados; una pieza única en su género, de gran valor y belleza.

### Exterior
En el exterior cuenta con una torre de planta cuadrada a los pies de la nave del evangelio, enlucida tras su restauración en color almagra. Acabada en el año 1699, su cuerpo de campanas se presenta enmarcado entre columnas salomónicas, sirviendo de precedente al que luego se creó en la Iglesia de San Román, diseñada por José Tirado en 1704. 
Como reza en uno de los azulejos de esta torre, fue restaurada en 1756 tras el Terremoto de Lisboa de 1755. Con dicho motivo se le dotó del actual chapitel de perfil bulboso revestido de azulejos blancos y azules con el que hoy se puede ver. Probablemente diseñado por Pedro de Silva, queda rematado por una corona y una cruz de hierro forjado.
La portada, labrada por Gil Gataón en mármol rojizo, se estructura a base de pilastras y traspilastras de orden toscano. Se corona con un frontón roto que incluye en su centro el escudo de la Hermandad sostenido por ángeles.

## Hermandades
Actualmente es la sede de la citada Hermandad de la O, y en su interior se veneran sus imágenes titulares, María Santísima de la O y Nuestro Padre Jesús Nazareno.